# Wallenstierna
Wallenstierna är en släkt som vunnit adlig värdighet i Sverige, och i dåvarande Storfurstendömet Finland. En gren, numera utslocknad, vann friherrlig rang i Sverige.

## Historik

### Ursprung
Ätten är en gren av släkten Grubb från Grubbe i Umeå och Bureätten. Stamfader för släkten är Anders Persson som av Gustav Vasa förlänades samerna i Umeå socken. Hans hustru Maria Jacobsdotter tillhörde Bureätten. Deras son Jacob Grubb var stamfader för adelsätten af Grubbens, medan sonen Per Grubb, borgmästare i Gävle, blev farfar till professorn Samuel Andreæ Grubb som i sitt första äktenskap, med Kristina Olofsdotter, blev far till Olof Samuelsson (1611–1687) vilken efter att han blivit häradshövding i Savolax år 1678 adlades och antog namnet Wallenstierna. Ätten introducerades på Riddarhuset 1686 på nummer 1034. Olof Wallenstierna skrev sig till Hännele och Korpela i Finland.
Olof Wallenstierna var gift med Beata Persdotter, som var dotter till prosten och kyrkoherden i Kalajoki i Österbotten Petrus Michaëlis Arctophilacius och Magdalena Sursill, och släkt med adelsätten Kalling. Deras dotter Kristina blev stammoder till adelsätten Tigerstedt, och dottern Magdalena var gift med professorn Olaus Olai Wexionius.[källa behövs]
Sonen Samuel Wallenstierna förde ätten vidare. Hans dotter Katarina Charlotta blev stammoder till den yngre adopterade grenen av adelsätten Prytz nummer 702.[källa behövs]
En ättemedlem, Carl Fredrik Wallenstierna (1754–1825) introducerades 28 januari 1818 på Finlands riddarhus med nummer 77. Denna gren slocknade 1854.[källa behövs]
Ätten Wallenstierna utgick på svärdssidan 1928, men namnet bärs ännu av agnatiska ättlingar.[källa behövs]

### Friherrliga ätten 269
En sonson son till Olof Wallenstierna, generalmajor vid kavalleriet Bernt Wallenstierna (1707–1772), upphöjdes till friherre 1766 och hans son med Margareta Elisabeth Wattrang född i släkten Wattrang, major Carl Bernhard Wallenstierna (1750–1796) introducerades år 1776 på nummer 269, men denne slöt själv den friherreliga ättelinjen. Dottern Anna Margaretha var gift med en friherre von Danckwardt till Altuna och gav stora donationer från sina gods till fattigkassor samt skänkte predikstolen till Lunda kyrka.